# Doris Trueman
Doris Trueman (* 23. Mai 1953 in Aberdeen) ist eine ehemalige britische Skilangläuferin.
Trueman belegte im Februar 1984 in Sarajevo bei ihrer einzigen Teilnahme an Olympischen Winterspielen den 47. Platz über 10 km, den 46. Rang über 5 km und zusammen mit Lauren Jeffrey, Nicola Lavery und Ros Coats den 11. Rang in der Staffel.